# بلاست (فلم)
بلاست (بالإنجليزية: Blast) هو فيلم حركة تم إنتاجه في ألمانيا وجنوب إفريقيا والولايات المتحدة وصدر سنة 2004 بطولة إيدي غريفين وبريكين ماير.

## القصة
ينتحل الإرهابي (مايكل كيتريدج) شخصية أحد حماة البيئة، ليستولى مع فريقه على منصة للتنقيب عن النفط، وليتمكنوا من زرع قنبلة تهدد بتدمير (الولايات المتحدة) كلها، ولكن الأمر الذي لم يحسبه هو أن القبطان (لامونت) الذي نجا من الهجوم الإرهابي لا يزال حيًا، ويستعد للتعاون مع المباحث الفيدرالية للقبض عليهم.

## وصلات خارجية
مقالات تستعمل روابط فنية بلا صلة مع ويكي بيانات